# Philippe Plisson
Pour les articles homonymes, voir Plisson.
Philippe Plisson, né le 12 janvier 1951 à Saint-Caprais-de-Blaye, est un homme politique français, membre du Parti socialiste, élu député de la 11e circonscription de Gironde le 17 juin 2007 et réélu le 17 juin 2012.

## Biographie
Fils d'un agriculteur gabaye, issu d'une famille de droite, il passe une enfance heureuse à Saint-Caprais-de-Blaye où il est né en 1951. En septembre 1972, il est reçu au concours d'entrée à l'École normale d'instituteurs de Gironde de Mérignac. 
En manifestant contre la centrale de Braud-et-Saint-Louis, au début des années 1970, il ressent ses premières émotions politiques. « Je luttais contre l'envahissement du marais. Mon opinion a depuis bien évolué... J'ai rencontré à ce moment-là des groupuscules d'extrême gauche et on passait des nuits à débattre. C'était juste après Mai 68 que je n'avais pas connu. Me sentant orphelin, je me suis dit « Ce monde est pourri, je dois m'engager ! » J'ai essayé le Parti communiste mais tout était verrouillé. Je suis donc entré au Parti socialiste, en 1976/77. »
En 1992, il est battu aux élections régionales et cantonales.
Son épouse, Anne-Marie Plisson, a été maire de Saint-Ciers-sur-Gironde de 2008 à 2014 ainsi que 6e vice-présidente chargée du sport et de l'éducation dans la communauté de communes de l'Estuaire présidée par son mari.
Dans le cadre de la primaire citoyenne de 2017, il est un des rares élus PS à soutenir ouvertement l'écologiste François de Rugy.

## Synthèse des mandats et fonctions
À l'échelle locale
- Maire de Saint-Caprais-de-Blaye de 1983 à 2018.
- Maire délégué de Val-de-Livenne de 2018 à 2020.
- Président du SIVOM de Saint-Ciers sur Gironde de 1989 à 1995.
- Président de la communauté de communes de l'Estuaire de 1995 à 2020.

À l'échelle Départementale
- Conseiller général de Gironde du canton de Saint-Ciers sur Gironde de 1998 à 2015.
- Vice-président chargé du développement local et durable de 2004 a 2008.

À l'échelle Régionale
- Conseiller régional d'Aquitaine de 1998 à 2001.

À l'échelle nationale (Assemblée Nationale)
- Député de la 11e circonscription de Gironde de 2007 à 2017.

## Condamnations
Le 7 mars 2005, il est condamné à « Six mois de prison avec sursis pour faux en écriture publique et usage de faux, peine assortie d'une mesure de privation des droits civiques, civils et de famille pour une durée d'un an. » pour avoir, comme président de la Communauté de communes de l'Estuaire, signé trois faux extraits de délibération permettant l'ouverture de lignes de crédit auprès de la Caisse d'épargne, en 1999, pour un montant global de plus de 250 000 euros.
Le 24 janvier 2006, il comparaît en appel et la cour confirme la décision de première instance, sans prononcer d'inéligibilité.